# Polyplectropus brachyscolus
Polyplectropus brachyscolus är en nattsländeart som beskrevs av Oliver S. Flint Jr. 1971. Polyplectropus brachyscolus ingår i släktet Polyplectropus och familjen fångstnätnattsländor. Inga underarter finns listade i Catalogue of Life.